# Епархия Удупи

Карта епархии Удупи

Епархия Удупи (лат.  Dioecesis Udupiensis) — епархия Римско-Католической церкви с центром в городе Удупи, Индия. Епархия Удупи входит в митрополию Бангалора и распространяет свою юрисдикцию на территорию округа Удупи штата Карнатака. Кафедральным собором епархии Удупи является церковь Пресвятой Девы Марии в городе Удупи.

## История
16 июля 2012 года Папа Римский Бенедикт XVI учредил епархию Удупи, выделив её из епархии Мангалора.

## Ординарии епархии
- епископ Джеральд Исаак Лобо (16.07.2012 — по настоящее время).

## Источник
- Объявление об учреждении епархии (недоступная ссылка)